# Maniobra de Ritgen
La Maniobra de Ritgen es un procedimiento obstétrico para la atención de la segunda fase del parto (cuando el feto es expulsado) que tiene como finalidad la protección del periné de la madre cuando la vía del nacimiento es vaginal y en presentación cefálica, pretendiéndose evitar especialmente los desgarros perineales. Esta maniobra de hace parte de la atención tipo "hands-on" ("manos-en") de la segunda etapa del parto, esto es, de aquella atención en la que se manipula el periné, en contraposición a la atención tipo "hands-poised" ("manos-quietas"), en la cual no se toca el periné en ningún momento de dicha segunda etapa. La evidencia recolectada sobre la utilidad de la maniobra de Ritgen no es clara, por lo que su recomendación como procedimiento de protección del periné materno aún no puede proclamarse o negarse.

## Objetivos de la maniobra
Esta maniobra, descrita por Ritgen en 1855, tiene los siguientes objetivos:
- Limitar la velocidad de salida de la cabeza fetal.
- Proteger el periné de la madre activamente, soportándolo con la mano durante la salida de la cabeza y de los hombros.

## Técnica
La maniobra de Ritgen implica el uso de las dos manos (dominante y no dominate):
Mano no dominante
- Realiza una retración digital de los tejidos blandos y de la vulva,[2] ayudando a la salida de la cabeza fetal.
- Disminuye la velocidad de salida presionando la coronilla de la cabeza fetal.[2]

Mano dominante
- Soporta el periné,[2] pinzando y presionando fuertemente y de forma permanente la porción inferior que rodea el introito (orificio) vaginal. Es posible hacer la presión usando una compresa quirúrgica para dar mayor fricción y eliminar los líquidos.

## Eficacia
En un ensayo clínico controlado y aleatorizado llevado a cabo por McCandlish y colaboradores en 1998 (muestra de 5741 partos), se comparó la maniobra de Ritgen ("hands-on") frente a no realizar ninguna manobra ("hands-poised"), encontrando que:
- El dolor perineal dentro de los primeros 10 días del puerperio fue mayor al no realizar ninguna maniobra que poniendo en práctica la maniobra de Ritgen (Riesgo relativo (RR): 1.1; Intervalo de confianza (IC) 95% 1.01 - 1.18;  p = 0.02).[3]
- La tasa de episiotomia fue notoriamente menor cuando no se hizo nada que cuando se puson en práctica la maniobra de Ritgen (RR 0.79; IC 99% 0.65 - 0.96; p = 0.008)[1][2][3]
- La tasa de extracción manual de la placenta fue mayor cuando no se realizó ninguna maniobra que cuando se hizo la maniobra de Ritgen (RR 1.69; IC 99% 1.02 - 2.78; p = 0.008)[3]
- Respecto a los desgarros perineales hubo una incidencia similar.[1][2][3]

Mayerhofer y colaboradores (2002) compararon en un ensayo clínico casi aleatorizado la maniobra de Ritgen frente a no hacer nada, con los siguientes resultados:
- La incidencia de desgarros perineales fue similar con la maniobra de Ritgen que al no realizarla (32.5% contra 35.8%; p = 0.5)[4]
- Con la maniobra de Ritgen se presentó el triple de desgarros grado 3 frente a no tocar el periné (2.7% contra 0.9%; p < 0.05)[1][2][4]
- La maniobra de Ritgen se asoció con mayor tasa de episiotomías frente a no hacer ninguna maniobra (17.9% contra 10.1%; p < 0.01)[4]
- No observaron diferencias en desenlaces neonatales.[4]